# Critón de Atenas

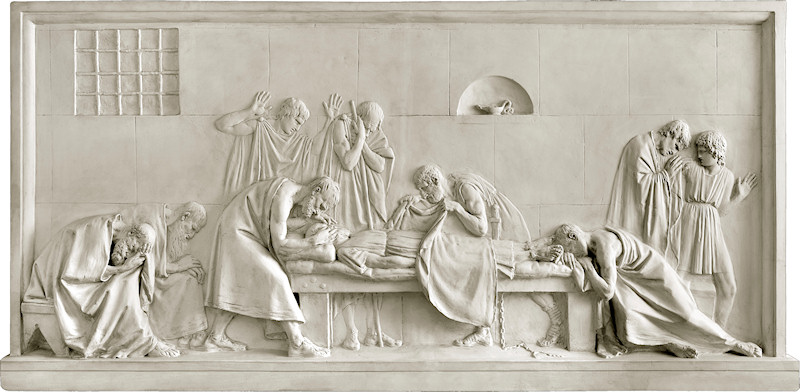
"Critone chiude gli occhi a Socrate". Relieve de Antonio Canova. Los discípulos de Sócrates lamentan su muerte, mientras Critón cierra los ojos de su maestro.

Critón de Atenas o Critón de Alopece, (en griego: Κρίτων Άλωπεκῆθεν, Kríton Alōpekēthen, gen.: Κρίτωνος) fue un filósofo griego del siglo V a. C. Es conocido por haber sido amigo y discípulo de Sócrates, y por ser personaje de algunas obras de Platón.

## Vida y obras
Nació en el 469 a. C., como el mismo Sócrates, en el demo de Alopece, y tenía aproximadamente su misma edad (Platón, Apología 33d). Se dedicaba a negocios relacionados con la agricultura (Platón, Eutidemo 291e; Jenofonte, Memorables 2.9.1) y poseía una gran fortuna, que siempre puso a disposición de Sócrates (Diógenes, Vida de Critón, I): probablemente de él salieran los fondos para pagar el rescate de Fedón. Salió como fiador de Sócrates en su juicio (Platón, Fedón 115d) además de ofrecer una suma para cubrir la multa (Apología 38b). Luego de que lo condenaron, ofreció costearle los gastos de su fuga y conseguirle un huésped en Tesalia (Platón, Critón 45a-c). Estuvo, junto a su hijo Critóbulo, acompañando a Sócrates el día de su ejecución (Platón, Fedón 59b) 
Sus hijos -cuatro según Diógenes Laercio, y dos según Platón; de los cuales únicamente consta el nombre del mayor, Critóbulo- también fueron discípulos de Sócrates. 
Platón lo retrata en varios de sus diálogos: en el Eutidemo expresa a Sócrates preocupación por la educación de su propio hijo mayor. En el diálogo que recibe su nombre, procura convencer a su amigo de que el escape es una buena opción frente a morir ejecutado. Y en el Fedón, es el depositario de los encargos del condenado, quien atiende sus últimos pedidos y quien le cierra los ojos al morir (118b).
Según Diógenes Laercio, escribió un libro que contenía diecisiete diálogos sobre temas filosóficos, de los cuales, proporciona los títulos: El ser docto no es ser bueno, Qué cosa es ser rico, Qué cosa es ser apto, o El político, De lo honesto, Del maleficio, De la buena disposición, De la ley, De lo divino, De las artes, Del uso venéreo, De la sabiduría, Protágoras, o sea El político, De las letras, De la poesía, De lo bueno, De la enseñanza, Del conocer o saber, De la ciencia o Del ser sabio.

## Estudios
- Guthrie, William Keith Chambers (ed. ing. Cambridge University Press 1962, ed. esp. 1990). Historia de la filosofía griega. IV: Platón. El hombre y sus diálogos: primera época)(título original A History of Greek Philosophy, Plato. The Man and his Dialogues: Earlier Period. Madrid: Editorial Gredos. ISBN 84-249-1440-6.